# Língua beli
’Beli ou Jur Beli é uma língua sudanesa central falada pelo povos Beli e Sopi do Sudão do Sul. São 65 mil os falantes no sudeste de Rumbek. É também chamada 'ꞌBëlï ou Jur Beli. Seus três dialetos são Wulu, Bahri Girinti e Sopi.

## Escrita
O alfabeto latino usado pelo Beli não apresenta as letras F, Q, S, V, X, Z; apresenta as formas Kp, Mb, Nd, Nj, Ny, Ä, Ö, ‘B, ‘D, ɳ, ɳb, ɳm, ɔ.